# خسرت جسدي
خسرت جسدي (بالفرنسية: J'ai perdu mon corps)‏ هو فيلم رسوم متحركة للكبار فنتازيا دراما فرنسي من إخراج جيريمي كلابين وبطولة حكيم فارس، فيكتوار دو بوا وباتريك داسمساو. ترشح الفيلم لجائزة الأوسكار لأفضل فيلم رسوم متحركة في حفل توزيع جوائز الأوسكار الثاني والتسعون لكنه خسر أمام فيلم حكاية لعبة 4.

## وصلات خارجية
- خسرت جسدي على موقع IMDb (الإنجليزية)
- خسرت جسدي على موقع ميتاكريتيك (الإنجليزية)
- خسرت جسدي على موقع روتن توميتوز (الإنجليزية)
- خسرت جسدي على موقع نتفليكس (الإنجليزية)
- خسرت جسدي على موقع ألو سيني (الفرنسية)
- خسرت جسدي على موقع أول موفي (الإنجليزية)
- خسرت جسدي على موقع فيلمافينيتي (الإسبانية)
- خسرت جسدي على موقع قاعدة بيانات الفيلم (الإنجليزية)
- خسرت جسدي على موقع ليتربوكسد (الإنجليزية)
- خسرت جسدي على موقع كينوبويسك (الروسية)